# Гузовський Броніслав Ілліч
Броніслав Ілліч Гузовський (5 травня 1860, Рівне — 4 грудня 1914, Казань) — вчений-лісівник. Розробив методи штучного і природного відновлення дібров. Наукова система лісівництва, розроблена Б. Гузовським, застосовується для збільшення дубових лісів.
Проблема відновлення дібров стала метою життя Б.Гузовского. Він вніс значний внесок у збереження і примноження дібров Чуваського краю.
Дослідно-виробничі лісові культури дуба, закладені Б. Гузовським, є полігоном для наукових досліджень і узагальнень практики штучного і природного відновлення дубових насаджень Середнього Поволжя. Вони являють собою велику практичну цінність для розведення дуба в лісах не тільки Середнього Поволжя, але і в цілому по Росії.
Б.Гузовський розробив методи природного і штучного відновлення дібров на вирубаних площах в умовах Середнього Поволжя, виділив і описав типи дубових насаджень Іллінського лісництва, створив культури дуба на площі 1150,2 га.
За його ініціативою були створені посадки модрини, туї західної, сибірського кедра, сосни Веймута.
Ліси, посаджені Б.Гузовським, тягнуться вздовж Волги від Іллїнки до Чебоксар і отримали назву діброви Гузовського (культури Гузовського).
Найстаріший дуб-велетень, що росте досі в Ільїнці, був одним з дослідних зразків Б. Гузовського.

## Біографія
Броніслав Ілліч Гузовський народився 5 травня 1860 року в місті Рівне у польській родині.
Навчався в Петровській землеробській і лісовій академії, де кафедру лісівництва очолював професор М.Турський, якого Броніслав Ілліч вважав своїм учителем. Асистентом М.Турського працював Л.Яшнов, майбутній знавець лісів Середнього Поволжя. Разом з Б. Гузовським навчалися майбутні відомі вчені-лісівники Микола Нестеров, Є. Керн, відомі лісничі В. Ф. Ягніонтковський, Ф. Ясковський та ін. 
Після закінчення академії в 1885 році Б. Гузовський був удостоєний звання дійсного студента. Радою академії 14 грудня 1885 року удостоєний ступеня кандидата лісівництва.
Наказом по Корпусу лісничих Лісового департаменту від 25 серпня 1886 року Б.Гузовського направили в розпорядження Костромско-Ярославського управління державним майном, де він був призначений помічником лісничого Ветлужського лісництва Костромської губернії. У 1887 році Б. Гузовського перевели помічником лісничого 3-го Космодем'янського лісництва Казанської губернії. Наприкінці 1889 року його допустили до виконання обов'язків лісничого 2-го Космодем'янського (дібровного Іллінського) лісництва, а 28 серпня 1890 року він остаточно прийняв це лісництво і пропрацював в ньому 24 роки (на 2010 рік лісовий фонд лісництва входить до складу ДУ «Дослідне лісництво» Чебоксарського району Чуваської Республіки). 
У своєму маєтку в селі Іллінка створив методи відновлення дібров.
У вересні 1912 року Б.Гузовський сильно застудився на гасінні лісової пожежі в Заволжі і захворів грипозним запаленням легенів.
Лікувався в Гаграх. Його оперували двічі — в Москві та Казані. Враховуючи стан свого здоров'я, а також проявляючи турботу про дітей, про їх навчання, він дав згоду на переїзд в Казань. 
У 1913 році Б.Гузовський  був призначений старшим ревізором Казанського управління землеробства і державного майна, переїхав жити в місто Казань. На новій посаді Броніслав Ілліч пропрацював трохи більше року. 
4 грудня 1914 року Б.Гузовський помер у Казані. Похований на Арському цвинтарі.

## Родина
Діти: Антон, Іван, Марія, Галина

## Метод Гузовського
З перших днів своєї роботи в Іллінському лісництві Б.Гузовський вивчав плодоношення дуба, тривалість життя дубового самосіву в різних умовах відтінення під пологом материнського деревостану і на вирубках. Лісівник заклав велику кількість пробних дослідних ділянок по штучному відновленню дуба і одночасно вивчав хід природного поновлення. Про свою діяльність він розповідав у ряді статей в «Лісовому журналі». Б.Гузовський запропонував оригінальний метод відновлення дібров. Він полягав у проведенні наступних заходів:
- Детальне обстеження природного відновлення дуба і при його нечисленності призначення під штучне створення лісових культур дуба шляхом висаджування сіянців або посіву жолудів.
- Прорубування коридорів завширшки 1-2 м через кожні 4 м і створення лісових культур штучним шляхом садіння або сівби в коридорах через 0,7—1 м.
- Догляд за створеними лісовими культурами та поступове виведення дуба у верхній ярус, бо він любить рости «в шубі, але з відкритою головою».
- При наявності на площах рубок самосіву дуба понад 2800 штук на 1 гектар проводять догляд за самосівом дуба освітленням і прочищенням.
- Обгородження молодих культур та ділянок молодняків дуба.

На відміну від інших лісівників, Б.Гузовський вважав, що найкращим «другом» дуба є ліщина — ґрунтопокривний підлісок при вторгненні дуба.

## Увічнення пам'яті Гузовского

Архітектурна композиція на честь Б.В. Гузовського

### Іменем Б.Гузовського названі
- Вулиця в Московському районі Чебоксар;
- Парк «Гай Гузовського» в північно-західній частині міста.

### Пам'ятники
- У колишній садибі Іллінського лісництва Б.Гузовському встановлено пам'ятник[4].

- У Чебоксарах перед входом в «Гай Гузовського» з боку вулиці Мічмана Павлова встановлена архітектурно-художня композиція[5].

## Праці
- Гузовский Б. И. В лесах Германии: отчет по заграничной командировке в 1904 году. — СПб., 1905.